# Joseph Billings
Joseph Billings (Turnham Green (Londres), ca. 1758 - 1806) fue un navegante y explorador inglés, conocido por haber dirigido al servicio de la Corona de Rusia una campaña de reconocimiento de las costas nororientales siberianas (1785-95).

## Biografía

### Con el capitán Cook
Poco se sabe de su infancia y juventud. Se cree que había nacido en Londres, aunque algunas fuentes hablan de Yarmouth. Se alistó como marinero en la Royal Navy el 8 de abril de 1776  y se unió al HMS Discovery que, junto al HMS Resolutión, navegaba bajo el mando de James Cook por el Pacífico Norte. En el transcurso de ese viaje, durante el cual Billings se convirtió en asistente de astrónomo, la expedición estuvo en el estrecho de Nutca (hoy día en la Columbia Británica), del 29 marzo al 26 de abril de 1778, y posteriormente visitaron Alaska, el mar de Bering, la península de Kamchatka (Rusia), y el puerto portugués de Macao (cerca de Cantón, hoy República Popular de China). Billings era todavía un marinero cuando fue transferido al HMS Resolutión en septiembre de 1779, pero fue ascendido a suboficial de la expedición en el viaje de retorno a Inglaterra en octubre de 1780.
Nada se sabe del destino de Billings después de llegar a casa, pero en 1783 presentó una solicitud para entrar en la Armada Imperial de Rusia, con el mismo rango que tenía en Gran Bretaña. Su hoja de servicios de Rusia lo muestra el 1 de enero de 1783 como teniente.

### Las campañas de exploración de Siberia
En ese momento la emperatriz Catalina II de Rusia y sus asesores estaban planeando realizar una gran exploración de la parte extrema del noreste de su dominio, y Billings, como ex-"compañero" de Cook, apareció como una alternativa adecuada como líder. En agosto de 1785, impulsados por la noticia de que el conde de Lapérouse había comenzado un viaje exploratorio en la zona, Catalina encomendó expresamente a Billings el mando de una expedición para conocer a la perfección «los mares que se extienden entre el continente de Siberia y la costa opuesta de América». También solicitó a Billings que informase sobre el comercio de pieles en Alaska y que reclamase para Rusia los territorios de no descubiertos previamente por ninguna potencia europea.
Billings partió de San Petersburgo (Leningrado) el 25 de octubre de 1785.  Viajó por tierra hasta la costa oriental y se dedicó a supervisar los preparativos para hacerse a la mar, que tomaron una gran cantidad de tiempo y hasta el verano de 1789 no hizo su primer intento. Partió con dos barcos, pero uno de ellos naufragó en una tormenta y solamente logró alcanzar Petropavlovsk (Petropavlovsk-Kamchatskii) para pasar allí el invierno. El 9 de mayo de 1790, con el barco perdido sustituido, la expedición finalmente partió navegando al norte y remontando la cadena de las islas Aleutianas. Desembarcaron en la isla de Unalaska el 3 de junio y ambas naves llegaron hasta el Prince William Sound, en la costa alaskeña, antes de volverse hacia la península de Kamchatka para pasar el invierno. Durante el tormentoso viaje de retorno, las deficiencias de Billings como navegante, combinadas con su arrogancia y obstinación, se hicieron cada vez más evidentes.
En junio de 1791 el barco de Billings partió de nuevo hacia las Aleutianas, pero Billings decidió abandonar la exploración de América por la otra tarea encomendada: cartografiar la costa noreste de Rusia. En la bahía de San Lorenzo (Guba Sv. Lavrentiya), en la península de Chukchi, Billings se dispuso a llevar sus planes a la práctica. Lideró una partida de reconocimiento por tierra que efectúa el reconocimiento hacia el noroeste, pero sufrieron hambre e inanición y obtuvieron pocos resultados de valor; mientras tanto el barco, al mando del segundo en la expedición, Gavriil Andreevich Sarychev, volvió a explorar las Aleutianas (que realizó valiosas cartas del Pacífico norte; el almirante Iván Kruzenshtern Fedorovich, un explorador posterior de la misma región, describiendo estos logros hidrográficos tiende a alabar de Sarychev a expensas de la de Billings).
La expedición se reunió por última vez el 2 de enero de 1794 en Yakutsk, y Billings volvió a San Petersburgo en marzo, después de haber añadido poco en sus nueve años al conocimiento geográfico del litoral del Pacífico norte. Sin embargo, los informes de la expedición sacaron a la luz que los nativos de Alaska eran sometidos a una «abyecta esclavitud» por los comerciantes de pieles rusos y, posiblemente, ese informe dio lugar a las mejoras en sus circunstancias, que George Vancouver observó durante su visita a un puesto de comercio de Alaska. En 1790 Billings había estado con el español Salvador Fidalgo cerca de la isla de Kodiak, pero este encuentro de intereses imperiales rivales no tuvo consecuencias políticas inmediatas, debido a la preocupación española con la crisis de Nutca, que socavó las reclamaciones de España sobre toda la costa noroeste de Norteamérica.
En 1796, Billings fue transferido a la flota del mar Negro, donde realizó estudios costeros. En 1799 publicó sus hallazgos en un atlas que superó en exactitud y exhaustividad a todo lo anteriormente disponible. En noviembre de ese año fue retirado con una pensión completa con el grado de capitán-comodoro. Se estableció en Moscú y murió en 1806..

## Reconocimientos
Aunque la expedición de exploración del noroeste siberiano es considerada un fracaso por algunos estudiosos, porque los gastos superaron los resultados, no obstante se consiguieron importantes logros: se trazaron mapas precisos de la península de Chukchi, en el este de Siberia, y de la costa oeste de Alaska y de las islas Aleutianas; algunos miembros de la expedición desembarcaron en la isla de Kodiak e hicieron un examen de las islas y tierras firmes del Prince William Sound; y la expedición recopiló un censo de la población nativa de las islas Aleutianas y reportó a la Corona las historias de abuso por parte de los comerciantes de pieles rusos (promyshlenniki).
El cabo Billings, en la costa siberiana del Distrito autónomo de Chukotka, fue nombrado en su honor.